# Саманта Шеффель
Саманта Шеффель (фр. Samantha Schoeffel; нар. 24 січня 1981) — колишня французька тенісистка.
Найвищу одиночну позицію світового рейтингу — 430 місце досягла 18 травня 2009, парну — 198 місце — 12 липня 1999 року.
Здобула 5 одиночних та 10 парних титулів туру ITF.

## Фінали ITF
| турніри $25,000 |
| турніри $10,000 |

### Одиночний розряд: 8 (5–3)
| Результат | Ранг | Дата             | Турнір                      | Покриття   | Суперниця          | Рахунок             |
| --------- | ---- | ---------------- | --------------------------- | ---------- | ------------------ | ------------------- |
| Поразка   | 1.   | 12 серпня 2007   | ITF Ребек, Бельгія          | Ґрунт      | Юлія Бабілон       | 2–6, 0–6            |
| Поразка   | 2.   | 28 жовтня 2007   | ITF Дубровник, Хорватія     | Ґрунт      | Наташа Зорич       | 6–0, 6–7(5–7), 1–6  |
| Перемога  | 1.   | 5 листопада 2007 | ITF Гавр, Франція           | Ґрунт (i)  | Романа Янсен       | 6–1, 6–2            |
| Поразка   | 3.   | 22 вересня 2008  | ITF Клермон-Ферран, Франція | Тверде (i) | Ксенія Ликіна      | 4–6, 4–6            |
| Перемога  | 2.   | 6 жовтня 2008    | ITF Барселона, Іспанія      | Ґрунт      | Екатеріне Горгодзе | 6–2, 6–1            |
| Перемога  | 3.   | 18 жовтня 2008   | ITF Дубровник, Хорватія     | Ґрунт      | Паола Чігві        | 6–1, 6–3            |
| Перемога  | 4.   | 9 листопада 2008 | ITF Гавр, Франція           | Ґрунт (i)  | Шеразад Ре         | 7–6(7–4), 7–6(8–6)  |
| Перемога  | 5.   | 5 квітня 2009    | ITF Анталія, Туреччина      | Тверде     | Юлія Бабілон       | 7–6(10–8), 1–0 ret. |

### Парний розряд: 15 (10–5)
| Результат | Ранг | Дата              | Турнір                        | Покриття   | Партнерка                  | Суперниці                                  | Рахунок                    |
| --------- | ---- | ----------------- | ----------------------------- | ---------- | -------------------------- | ------------------------------------------ | -------------------------- |
| Поразка   | 1.   | 15 березня 1998   | ITF Біль, Швейцарія           | Тверде (i) | Лаура Бао                  | Кірстін Фрає Джін Окада                    | 0–6, 7–6, 1–6              |
| Поразка   | 2.   | 3 серпня 1998     | ITF Періге, Франція           | Ґрунт      | Стефані Тестар             | Паула Гарсія Келлі Лігган                  | 6–3, 3–6, 6–7(3–7)         |
| Перемога  | 1.   | 22 листопада 1998 | ITF Довіль, Франція           | Килим (i)  | Емманюелль Курутше         | Любомира Бачева Ірода Туляганова           | 6–1, 2–6, 7–6              |
| Перемога  | 2.   | 9 травня 1999     | ITF Сеул, Південна Корея      | Ґрунт      | Туляганова Ірода Батирівна | Чхой Йон Ча Kim Eun-sook                   | 6–3, 4–6, 6–4              |
| Перемога  | 3.   | 24 квітня 2000    | ITF Таланс, Франція           | Тверде     | Северін Бельтрам           | Орор Дезер Магалі Лямарр                   | 6–2, 6–2                   |
| Перемога  | 4.   | 12 серпня 2007    | ITF Ребек, Бельгія            | Ґрунт      | Емілі Баке                 | Клер Лабланс Марселла Кук                  | 7–6(8–6), 6–7(3–7), 6–4    |
| Перемога  | 5.   | 19 серпня 2007    | ITF Коксейде, Бельгія         | Ґрунт      | Емілі Баке                 | Сильвія Заґурська Ольга Брозда             | 6–1, 6–1                   |
| Перемога  | 6.   | 24 серпня 2007    | ITF Вестенде, Бельгія         | Тверде     | Клер де Губернатіс         | Леслі Буткевіч Катаріна Браун              | 4–6, 6–2, 6–2              |
| Перемога  | 7.   | 10 вересня 2007   | ITF Казале-Монферрато, Італія | Ґрунт      | Емілі Баке                 | Стефанія К'єппа Джулія Гатто-Монтіконе     | 6–2, 6–2                   |
| Поразка   | 3.   | 15 жовтня 2007    | ITF Дубровник, Хорватія       | Ґрунт      | Емілі Баке                 | Наташа Зорич Миляна Аданко                 | 3–6, 3–6                   |
| Перемога  | 8.   | 5 листопада 2007  | ITF Гавр, Франція             | Ґрунт (i)  | Елоді Кельєт               | Анна Савицька Бібіана Схофс                | 6–2, 2–6, [10–6]           |
| Перемога  | 9.   | 11 серпня 2008    | ITF Ферсмольд, Німеччина      | Ґрунт      | Бібіана Схофс              | Нікола Гоєр Лаура Габеркорн                | 4–6, 7–6(7–5), [10–5]      |
| Поразка   | 4.   | 22 вересня 2008   | ITF Клермон-Ферран, Франція   | Тверде (i) | Бібіана Схофс              | Ликіна Ксенія Валентинівна Вів'єнне В'єрін | 3–6, 2–6                   |
| Поразка   | 5.   | 6 жовтня 2008     | ITF Барселона, Іспанія        | Ґрунт      | Бібіана Схофс              | Крісті Міллер Лусія Сайнс                  | 7–6(7–5), 6–7(6–8), [7–10] |
| Перемога  | 10.  | 3 листопада 2008  | ITF Гавр, Франція             | Ґрунт (i)  | Бібіана Схофс              | Ана Безяк Неда Козич                       | 6–3, 6–1                   |